# Antoine de Bujadoux
 (novembre 2024).
Il peut être nécessaire de l'améliorer pour respecter le principe de neutralité de point de vue. Veuillez consulter la page de discussion pour plus de détails.

Antoine de Bujadoux est un réalisateur français né le 21 février 1991 à Paris.

## Biographie
Fils du compositeur français Yves de Bujadoux, Antoine de Bujadoux, réalise son premier court métrage Offtrack au Chili en 2014. Ce premier film obtient plus d'une trentaine de sélections internationales et est en compétition en France au festival Off-Courts Trouville. Il réalise un second court métrage, Ragondin, qui obtient notamment une mention honorable de la part de Christian Berger au festival de Nature d'Innsbruck en 2017. Il réalise en 2018 un court métrage de comédie, Dix minutes pas plus, qui réunit à l'écran Philippe du Janerand et Marie-Christine Adam. Il obtient plus d'une cinquantaine de sélections pour ce film et de multiples prix dont le prix du meilleur scénario au Festival Isola del Cinema de Rome.
Fin 2018, il réalise pour Movember, Un vrai film de boules,,, un spot réunissant des célébrités comme Frédéric Bouraly, Théo Fernandez, Théo Bertrand ou encore Hubert Saint-Macary en faveur de la prévention des cancers testiculaires. Ce spot devient viral et La Chaîne Info LCI se targue d'être la première chaîne à diffuser en clair Un vrai film de boules à la télévision. En 2019, il signe les publicités télévisées de la marque de prêt à porter masculine Smuggler ainsi qu'un autre spot de prévention pour l'association Movember contre les cancers de la prostate,, mettant en scène Vincent McDoom et Benoit Chaigneau. En 2021, il récidive avec un film de promotion du dépistage du cancer du sein dans le cadre d'Octobre rose.

## Filmographie

### Courts métrages
- 2014 : Offtrack
- 2016 : Ragondin
- 2018 : Dix Minutes pas plus

## Sélections notables
- Festival du Film Français de Sacramento - Sacramento (États-Unis)
- Les Hérault du Cinéma et de la Télé - Cap d'Agde[11](France)
- Oaxaca Film Festival - Oaxaca (Mexique)
- Festival du Film Français d‘Helvétie[12] - Bienne (Suisse)
- Festival Off-Courts Trouville - Trouville-sur-Mer (France)
- Slemani International Film Festival - Souleimaniye (Kurdistan)
- RapidLion I The South African International Film Festival - Johannesburg (Afrique du Sud)
- China International New Media Short Film Festival - Shenzhen (Chine)